# 24337 Johannessen
24337 Johannessen è un asteroide della fascia principale. Scoperto nel 2000, presenta un'orbita caratterizzata da un semiasse maggiore pari a 2,2932585 UA e da un'eccentricità di 0,1446144, inclinata di 7,51595° rispetto all'eclittica.
È stato intitolato a Liv Helena Johannessen (1990), studentessa premiata nel 2008 al concorso internazionale Intel per la scienza e l'ingegneria.